# Yahooboy
Yahooboy is de bijnaam voor een internetoplichter uit Nigeria. De naam is een verwijzing naar het e-mailprogramma Yahoo! dat ze gebruikten om internetfraude uit te voeren.

## Achtergrond
De term Yahooboys is ontstaan begin jaren 2000. In het Nederlands werd de term voor het eerst gebruikt in 2012.
Yahooboys houden zich bezig met verschillende soorten internetfraude, waaronder datingfraude, sextortion, oplichting met valse cheques, oplichting met nepvacatures, creditcardfraude en voorschotfraude, ook wel bekend als Nigeriaanse oplichting. In Nigeria worden de oplichtingspraktijken 'yahoo yahoo' of '419-fraude' genoemd. De cijfers 419 zijn een verwijzing naar de sectie van het Nigeriaanse wetboek van strafrecht die gaat over fraude.
Yahooboys opereren vaak alleen of in kleine groepen. In de vroege jaren 2000 maakten zij voornamelijk gebruik van Yahoo! Mail en Yahoo! Messenger om slachtoffers te benaderen. Met de opkomst van sociale media breidden zij hun activiteiten uit naar platformen zoals Facebook, WhatsApp, Instagram en Telegram, waardoor ze hun bereik en de methoden om slachtoffers te vinden en te bedriegen konden vergroten. Yahooboys delen via besloten groepen op sociale media tips, strategieën en scripts met elkaar uit. Daarnaast verspreiden ze persoonlijke informatie van personen die zij zien als gemakkelijke slachtoffers.
Het is onduidelijk hoeveel personen actief zijn als Yahooboy. Een rapport van de FBI uit 2023 wees uit dat slachtoffers dat jaar 650 miljoen dollar waren kwijtgeraakt door datingfraude. In juli 2024 verwijderde Meta, het moederbedrijf van Facebook, Instagram, WhatsApp en Threads, 63.000 accounts die in verband werden gebracht met sextortion. Ongeveer 2.500 van deze accounts waren gelinkt aan een groep van twintig Yahooboys.

## Populaire media
Yahooboys zijn regelmatig het onderwerp van muziek binnen het Afrobeatsgenre. Volgens de Nigeriaanse muziek- en cultuurcriticus Ayomide Tayo wordt de Nigeriaanse muziekindustrie gefinancierd door cyberfraudeurs die hun geld willen witwassen. 
Journalist Joey Akan schreef in maart 2022 op Twitter dat "De Afrobeats Hall of Fame nooit compleet [zal] zijn zonder eervolle vermeldingen aan Yahoo Boys die een industrie zonder institutionele of bedrijfsfinanciering financierden en in leven hielden. We geven het niet graag toe, maar grote delen van de Nigeriaanse muziekgeschiedenis en het succes zijn gebouwd op cybercriminaliteit".